# 圣母领报主教座堂 (戈斯皮奇)
戈斯皮奇圣母领报主教座堂   是天主教戈斯皮奇-塞尼教區的主教座堂，位于克罗地亚利卡-塞尼县县府戈斯皮奇市。 
目前的教堂建于1781-1783年，为巴洛克风格。1991年9月15日南斯拉夫战争期间，该堂被烧毁，屋顶和钟楼顶部完全坍塌。1992-1999年重建。
2000年5月25日，若望保禄二世下诏成立戈斯皮奇-塞尼教區，该堂遂升为主教座堂。